# Artie Shaw
Pour les articles homonymes, voir Shaw.
Pour l’article ayant un titre homophone, voir Artichaut (homonymie).
Artie Shaw, de son vrai nom Arthur Jacob Arshawsky, né le 23 mai 1910 à New York et mort le 30 décembre 2004 à Los Angeles, est un clarinettiste et chef d'orchestre de jazz américain.
Largement considéré comme l'un des meilleurs clarinettistes de jazz, Artie Shaw a dirigé l'un des big bands les plus populaires des États-Unis de la fin des années 1930 au début des années 1940. Bien qu'il ait eu de nombreux succès, il est peut-être plus connu pour son enregistrement de 1938 de la chanson Begin the Beguine de Cole Porter. Avant la sortie de Beguine, Artie Shaw et son jeune groupe avaient langui dans une relative obscurité pendant plus de deux ans et, après la sortie du disque, il est devenu un artiste populaire majeur en peu de temps. Le disque est finalement devenu l'un des enregistrements les plus marquants de l'époque. 
Artie Shaw a également été l'un des premiers partisans de ce que l'on a appelé bien plus tard la musique third stream, qui mélangeait des éléments de formes et de traditions classiques et jazz. Sa musique a influencé d'autres musiciens, comme Monty Norman en Angleterre, avec la vamp du James Bond Theme, peut-être influencée par le morceau Nightmare datant de 1938.
Shaw a également enregistré avec de petits groupes de jazz issus des rangs des big band qu'il dirigeait. Il a servi dans l'US Navy de 1942 à 1944, période au cours de laquelle il a dirigé un groupe de soutien moral qui a fait une tournée dans le Pacifique Sud. Après sa démobilisation en 1944, il est revenu diriger un groupe jusqu'en 1945. Après la dissolution de ce groupe, il commence à se concentrer sur d'autres centres d'intérêts et se retire progressivement du monde des musiciens professionnels et des grandes célébrités, bien qu'il reste une force dans la musique populaire et le jazz avant de se retirer complètement de la musique en 1954.

## Biographie
Issu d'une famille juive, Arthur Arshawsky est né à New York, mais passe sa jeunesse à New Haven. Là, il apprend la clarinette et le saxophone. Il commence sa carrière dans des orchestres de danse. En 1926, il adopte le pseudonyme d’Artie Shaw.
En 1929, on le retrouve à New York où il mène une intense activité de musicien de studio. On peut l’entendre un temps dans l’orchestre de Paul Whiteman. De 1934 à 1935, il délaisse la musique et se retire à la campagne pour se consacrer à la littérature.
En 1936, il forme son propre orchestre de jazz et de danse qui se produit au début sans grand succès. La situation s'améliore à partir d’avril 1937. Avec un orchestre remanié, Artie Shaw commence à connaître la gloire. En 1938, il enregistre son premier « hit » : Begin the beguine de Cole Porter. De mars à novembre 1938, Billie Holiday se produit comme chanteuse accompagnée par l’orchestre, ce qui, à une époque où la tension générée par la ségrégation raciale devient inquiétante, ne va pas sans créer d'incidents (voir l’autobiographie de la chanteuse : Lady sings the blues). La popularité de l’orchestre atteint alors son apogée et il est devenu le principal rival de celui du « roi du swing » Benny Goodman. Pourtant Artie Shaw, une deuxième fois, se retire du monde musical pour s’installer à Mexico.
En 1940, année où il épouse l'actrice Lana Turner, il reconstitue un orchestre qui lui aussi enchaîne les hits (Frenesi, en 1940, no 1 aux États-Unis pendant 13 semaines). En parallèle, il se produit avec une petite formation atypique, les « Grammercy Five » (avec parfois Johnny Guarnieri au clavecin). En 1942, durant la Seconde Guerre mondiale, il s’engage dans la Marine et dirige un orchestre destiné à entretenir le « moral des troupes » du Pacifique.
De retour à la vie civile en 1944, Shaw met sur pied un orchestre, pour une fois exclusivement « de jazz », où se produisent Roy Eldridge, Herbie Steward, Dodo Marmarosa, Barney Kessel et Ronnie Singer. Durant les années 1950 et années 1960, il dirige divers orchestres de taille et de qualité variables, dont une version « modernisée » des Grammercy Five (1953-1954).
À la fin des années 1960, il abandonne une nouvelle fois sa carrière musicale pour devenir producteur de films et de pièces de théâtre. Il se retire à Lakeville (Connecticut). Il se produit encore de temps en temps comme musicien (par exemple à la tête d’une grande formation en 1985, ou à Londres en 1992 pour diriger son « concerto pour clarinette »).
Artie Shaw a aussi poursuivi une modeste carrière d’écrivain ; outre sa biographie (The trouble with Cinderella : an outline of identity, 1952) il a écrit un recueil de nouvelles (I love you, I hate you, drop dead !, 1965).
Brillant clarinettiste à la technique virtuose, il est aussi l’auteur d’une méthode de clarinette (Clarinet method : a school of modern clarinet technic). Pour le critique Alain Tercinet, il est « le seul leader d'un big band swing qui sut s'adapter avec intelligence à l'évolution du Jazz ». Artiste engagé, Artie Shaw apparaissait aussi comme un homme de convictions qui a toujours milité contre la ségrégation raciale aux États-Unis.
Outre pour sa carrière artistique, Artie Shaw est connu pour avoir défrayé la « press people » par ses conquêtes féminines : Lana Turner, Ava Gardner, Evelyn Keyes, Kathleen Winsor, Elisabeth Kern, etc.
Il meurt le 30 décembre 2004 à Los Angeles, à l'âge de 94 ans, des suites du diabète. Il est inhumé au Pierce Brothers Valley Oaks Memorial Park, situé au Westlake Village de Los Angeles.

## Récompenses et honneurs
En 1980, Shaw a fait don à l'université de Boston de ses archives papiers, dont la plupart représentaient sa bibliothèque musicale, composée de plus de 700 partitions et parties et d'environ 1 000 morceaux de musique en feuilles. En 1991, la collection a été transférée à l'école de musique de l'université de l'Arizona à Tucson.
En 1938, les lecteurs du magazine DownBeat ont élu comme meilleur groupe de swing celui d'Artie Shaw.
En réponse au surnom de Benny Goodman, le « roi du swing », les fans de Shaw le surnommaient « le roi de la clarinette ». Il estimait que les titres devaient être inversés. « Benny Goodman jouait de la clarinette. Je jouais de la musique », disait-il.
En 2004, il a reçu un Grammy Lifetime Achievement Award.
Le clarinettiste de longue date de Duke Ellington, Barney Bigard, a cité Artie Shaw comme son clarinettiste préféré.

## Œuvres musicales
- Concerto pour clarinette (1936)
- Clarinet method : a school of modern clarinet technic
- Artie Shaw's Jazz Technic, (Alfred)

1. Book One : Scales And Exercises
2. Book Two : Fourteen Clarinet Etudes.

## Ouvrages
- (en) The trouble with Cinderella : an outline of identity, Collier Books, 1952, 352 p.
- (en) I love you, I hate you, drop dead !, New York, Fleet, 1965.

## Discographie sélective

### 78 tours
- One, Two, Button Your Shoe/Let's Call A Heart A Heart, (Columbia Records DO-1634, 1937)
- Indian Love Call/Begin the Beguine (Bluebird B-7746, 1938)
- Any Old Time/Back Bay Shuffle (Bluebird B-7759, 1938)
- I Can't Believe That You're In Love With Me/Comin' On (Bluebird B-7772, 1938)
- Lady Day (1944) avec Roy Eldridge
- A Boggy Day (1944) avec Roy Eldridge
- Little Jazz (1945) avec Roy Eldridge

Coffret
- Classic Artie Shaw Bluebird And Victor Sessions (Mosaic Records)

## Filmographie
- Swing Romance de Henry C. Potter (1940) dans lequel il joue son propre rôle.
- Artie Shaw: Time Is All You've Got, documentaire de 1985 ayant remporté un Oscar